# 武智敏
武智敏（日语：／ Takechi Satoshi）是一名日本化學工程師，目前擔任富士通半導體部門的部長。他因開發用於LSI製造的ArF准分子雷射光微影技術的實用感光樹脂（光阻劑）而知名。

## 用於ArF准分子雷射微影技術的新型光阻材料
LSI是利用微影技術將電路圖案曝光到晶圓上的光阻劑而製成。然而，在製造100nm以下的精細電路圖案時，由於傳統光阻劑對ArF光具有強吸收性，因此無法有效曝光電路圖案。這使得缺乏適用於ArF光的光阻劑成為LSI製造的一大挑戰。
武智首次在全球發現，含有環狀碳結構的「金剛烷基」對ArF光透明，且適合作為光阻材料。為了解決金剛烷基因高疏水性引起的問題，他開發出「可脫離型金剛烷基」與「高親水性內酯基」，成功實現了適用於ArF光的高性能光阻劑。這項技術從1997年起在光阻劑製造商中開始工業化，成為全球高效能、低功耗LSI製造的標準技術。
如今，該技術已成為世界標準，專利引用次數極高。此光阻材料的市場規模達到每年超過300億日圓，使用該光阻劑生產的LSI在全球約20兆日圓的半導體市場中占據每年約10兆日圓的市場規模。

## 經歷
- 1980年，大阪大學基礎工學部合成化學科畢業，進入富士通公司工作
- 1998年，擔任富士通公司專案課課長
- 2003年，任職於富士通公司智慧財產與技術支援部
- 2010年，加入富士通半導體公司[2]

## 榮譽
- 2005年：文部科學大臣表彰科学技術獎（研究部門）
- 2010年：全國發明表彰經濟産業大臣發明獎、山崎貞一獎材料類
- 2011年：大河内記念技術獎[3]
- 2012年：紫綬褒章[4]